# Бациллы (класс)
Бациллы (лат. Bacilli) — класс бактерий типа фирмикут. Бактерии, образующие споры, относящиеся к типу эндоспор, спорообразование не связано с размножением. Включает два порядка, Bacillales и Lactobacillales, среди представителей которых имеется несколько известных болезнетворных микроорганизмов, например, Bacillus anthracis (возбудитель сибирской язвы).

## Таксономия
Порядок Caryophanales Peshkoff 1939
Семейства:
- Alicyclobacillaceae da Costa & Rainey 2010
- Bacillaceae Fischer 1895
- Caryophanaceae Peshkoff 1939
- Cytobacillaceae Li et al. 2024
- Desulfuribacillaceae Sorokin et al. 2021
- Gemellaceae Chuvochina et al. 2024
- Listeriaceae Ludwig  et al. 2010
- Paenibacillaceae De Vos et al. 2010
- Pasteuriaceae Laurent 1890
- Sporolactobacillaceae Ludwig et al. 2010
- Staphylococcaceae Schleifer & Bell 2010
- Thermicanaceae Chuvochina et al. 2024
- Thermoactinomycetaceae Matsuo et al. 2006

Порядок Lactobacillales Ludwig et al. 2010
Семейства:
- Aerococcaceae Ludwig  et al. 2010
- Carnobacteriaceae Ludwig  et al. 2010
- Enterococcaceae Ludwig  et al. 2010
- Lactobacillaceae Winslow et al. 1917
- Streptococcaceae Deibel & Seeley 1974

Таксономия приведена в соответствии с LPSN.

## Двусмысленность понятий
В русском языке термин «бацилла» («бациллы») является неоднозначным и может относиться к нескольких понятиям:
- Бациллы (лат. Bacillus) — род микроорганизмов в составе класса Bacilli;
- Бациллы (лат. Bacilli) — класс микроорганизмов, в который входит несколько родов, в том числе и род Bacillus;
- Бацилла — термин, используемый в микробиологии для описания морфологии любой бактерии палочковидной формы. Не все бактерии, имеющие палочковидную форму, относятся к роду Bacillus или даже к классу Bacilli (например, род бактерий палочковидной формы клостридии относится к классу Clostridia); в то же время не все представители класса Bacilli имеют палочковидную форму (стафилококк, к примеру, имеет сферическую форму). Кроме того, положительное окрашивание по методу Грама, считающееся отличительным признаком для отнесения микроорганизма к «бациллам», в действительности не всегда является таковым: к примеру, бактерия Escherichia coli, имеющая палочковидную форму, окрашивается по методу Грама отрицательно и не принадлежит ни к роду Bacillus, ни даже к классу Bacilli.

### Научные ссылки
- Ссылки на PubMed для Bacilli
- Ссылки на PubMed Central для Bacilli
- Ссылки на Google Scholar для Bacilli

### Научные базы данных
- Искать таксономию в NCBI для Bacilli
- Искать в Tree of Life таксономию для Bacilli
- Искать в Species2000 страницы о Bacilli
- Страница в MicrobeWiki о Bacilli